# ونسک
ونسک (به فرانسوی: Vanosc) یک کمون در فرانسه است که در Canton of Annonay-Sud واقع شده‌است.

## خصوصیات
ونسک ۲۶٫۱ کیلومترمربع مساحت و ۸۷۳ نفر جمعیت دارد و ۶۳۴ متر بالاتر از سطح دریا واقع شده‌است.